# 安琪生
安琪生（1904年11月—1974年1月），男，汉族，江苏无锡人。生前为广西师范大学外国语学院教授，亦为外国语学院创院元老之一。

## 简介
安琪生教授早年毕业于上海圣约翰大学，擅长英语。抗战时期曾被聘为广西大学英语教授。1953年，广西大学院系调整，停办，文、理、师范科，另设广西师范学院（今广西师范大学），安琪生教授自此执教于广西师范大学，并成为外国语学院创院元老之一。

## 家族
安琪生出自无锡胶山安黄氏。曾祖父，安鸿勋，清朝书法家。